# Acebedo (California)
Acebedo è una comunità non incorporata degli Stati Uniti d'America situata nella Contea di Kings, nello Stato della California.